# Dalia Rabinová-Pelosofová
Dalia Rabinová-Pelosofová (hebrejsky: דליה רבין-פילוסוף, * 19. března 1950) je bývalá izraelská politička. Dcera někdejšího ministerského předsedy a ministra obrany Jicchaka Rabina byla v letech 1999 až 2003 poslankyní Knesetu za Stranu středu, stranu Derech Chadaša a Stranu práce.

## Biografie
Narodila se v roce 1950 a po vystudování práv působila jako právní zástupce. Ve volbách v roce 1999 kandidovala do Knesetu za Stranu středu. Po svém zvolení se stala předsedkyní etického výboru. V březnu 2001 vystoupila spolu s dvěma dalšími poslanci ze strany a založili stranu Derech Chadaša (Nová cesta). O den později byla jmenována náměstkyní ministra obrany ve vládě Ariela Šarona.
Koncem března její dva kolegové ze strany Nová cesta rezignovali na své poslanecké mandáty a byli nahrazeni poslanci Strany středu, čímž se stala Rabinová-Pelosofová jedinou zástupkyní frakce. V květnu vstoupila do aliance Jeden Izrael, která byla později známá jako Strana práce-Mejmad. Na svou funkci na ministerstvu obrany rezignovala 1. srpna 2002. O mandát poslankyně přišla ve volbách v roce 2003.
Je vdaná a má dvě děti.